# Qualificazioni al campionato europeo maschile di pallamano 2026
Le qualificazioni al campionato europeo si sono sviluppano su tre fasi. Alla prima fase hanno partecipato 4 squadre nazionali, che hanno disputato partite di sola andata: al termine delle partite la squadra qualificata raggiunge la seconda fase.
Alla seconda fase, chiamata promotion round, partecipano 5 squadre più la qualificata dalla prima fase; disputate partite di andata e ritorno, le vincitrici passano alla terza fase.
Alla seconda fase partecipano 32 squadre nazionali, ovvero 28 nazionali ammesse direttamente più le quattro vincitrici della seconda fase, suddivise in otto gironi da quattro squadre ciascuno. In ciascun raggruppamento si disputa un girone all'italiana con partite di andata e ritorno e le prime due classificate di ciascun girone più le migliori quattro terze sono ammesse alla fase finale del campionato europeo.

## Prima fase
La prima fase si è disputata con un girone all'italiana con partite di sola andata in sede unica. Cipro aveva i diritti per ospitare il torneo, ma in seguito alla rinuncia il diritto è passato all'Azerbaigian.

### Classifica
| Pos | Squadra     | G | V | N | P | GF  | GS  | DG  | Pt | Qualificazione |
| --- | ----------- | - | - | - | - | --- | --- | --- | -- | -------------- |
| 1   | Regno Unito | 3 | 2 | 1 | 0 | 108 | 61  | +47 | 5  | Qualificato    |
| 2   | Cipro       | 3 | 2 | 1 | 0 | 104 | 74  | +30 | 5  |                |
| 3   | Azerbaigian | 3 | 1 | 0 | 2 | 79  | 96  | −17 | 2  |                |
| 4   | Malta       | 3 | 0 | 0 | 3 | 65  | 125 | −60 | 0  |                |

### Risultati
| Arbitri: | S. Yovchev Z. Yovchev |

|                            |           |          |
| C. Argyrou, Dimesthenous 6 | Marcatori | Edgar 10 |

| Arbitri: | Peretz Schwartz |

|           |           |                    |
| Muradov 9 | Marcatori | Gruppetta, Naudi 5 |

| Arbitri: | Peretz Schwartz |

|           |           |              |
| Seifert 6 | Marcatori | C. Argyrou 9 |

| Arbitri: | S. Yovchev Z. Yovchev |

|          |           |                |
| White 11 | Marcatori | Georgiyevski 9 |

| Arbitri: | Peretz Schwartz |

|            |           |            |
| Pereira 17 | Marcatori | Marcieca 4 |

| Arbitri: | S. Yovchev Z. Yovchev |

|                |           |            |
| Dimosthenous 8 | Marcatori | Mammadov 9 |

## Promotion round

### Fasce
Il sorteggio per il promotion round ha avuto luogo il 5 luglio 2023 a Vienna, Austria.. A partecipare sono la squadra qualificata dalla prima fase, le ultime quattro nelle qualificazioni a Euro24 e la miglior europea classificata all'IHF Emerging Nations Championship 2023. Le squadre vincenti passano alla fase due.
| Pot 1                     | Pot 2                      |
| ------------------------- | -------------------------- |
| Belgio Kosovo Lussemburgo | Cipro Regno Unito Lettonia |

### Risultati
| Squadra 1 | Totale | Squadra 2   | Andata | Ritorno |
| --------- | ------ | ----------- | ------ | ------- |
| Lettonia  | 60-61  | Lussemburgo | 32–25  | 28–36   |
| Kosovo    | 59-45  | Regno Unito | 30–22  | 29-23   |
| Belgio    | 66-40  | Cipro       | 30–18  | 36–22   |

#### Andata
| Arbitri: | Madsen Mortensen |

|            |           |                 |
| Glorieux 7 | Marcatori | tre giocatori 4 |

| Arbitri: | Erdoğan Özdeniz |

|          |           |         |
| Dedaj 11 | Marcatori | Edgar 6 |

| Arbitri: | Leszczyński Piechota |

|          |           |                 |
| Juzups 8 | Marcatori | tre giocatori 5 |

#### Ritorno
| Arbitri: | Horváth Marton |

|                      |           |         |
| Plumriddge, Wardle 4 | Marcatori | Dedaj 8 |

| Arbitri: | Boričić Marković |

|           |           |         |
| Argyrou 7 | Marcatori | Cadel 6 |

| Arbitri: | Caçador Nicolau |

|            |           |            |
| Hoffmann 9 | Marcatori | Geislers 9 |

## Seconda fase

### Squadre partecipanti
| Metodo di qualificazione                                                                          | Squadra |
| ------------------------------------------------------------------------------------------------- | --- |
| Partecipazione a Euro24                                                                           | Austria Bosnia ed Erzegovina Croazia Spagna Fær Øer Georgia Germania Grecia Islanda Macedonia del Nord Montenegro Paesi Bassi Polonia Portogallo Rep. Ceca Romania Serbia Slovenia Svizzera Ungheria |
| Eliminate dalla fase finale delle Qualificazioni al campionato europeo maschile di pallamano 2024 | Estonia Finlandia Israele Italia Lituania Slovacchia Turchia Ucraina |
| Vincitori del Promotion Round                                                                     | Belgio Kosovo Lussemburgo |
| Ripescaggio                                                                                       | Lettonia |

### Fasce
Le fasce d'estrazione per i gironi sono state annunciate il 21 febbraio 2024. Il sorteggio si è tenuto il 21 marzo 2024 a Copenaghen.
| Pot 1                                                                    | Pot 2                                                                         | Pot 3                                                                           | Pot 4                                                                 |
| ------------------------------------------------------------------------ | ----------------------------------------------------------------------------- | ------------------------------------------------------------------------------- | --------------------------------------------------------------------- |
| Germania Spagna Ungheria Croazia Islanda Slovenia Portogallo Paesi Bassi | Austria Montenegro Serbia Polonia Rep. Ceca Macedonia del Nord Fær Øer Grecia | Bosnia ed Erzegovina Slovacchia Belgio Svizzera Romania Lituania Ucraina Italia | Finlandia Israele Estonia Georgia Turchia Lussemburgo Kosovo Lettonia |

### Gruppo 1

#### Classifica
| Pos | Squadra            | G | V | N | P | GF  | GS  | DG  | Pt | Qualificazione |
| --- | ------------------ | - | - | - | - | --- | --- | --- | -- | -------------- |
| 1   | Slovenia           | 6 | 6 | 0 | 0 | 202 | 164 | +38 | 12 | Qualificato    |
| 2   | Macedonia del Nord | 6 | 3 | 0 | 3 | 179 | 166 | +13 | 6  | Qualificato    |
| 3   | Lituania           | 6 | 3 | 0 | 3 | 164 | 168 | −4  | 6  |                |
| 4   | Estonia            | 6 | 0 | 0 | 6 | 156 | 203 | −47 | 0  |                |

#### Risultati

##### Andata
| Arbitri: | Andorka Hucker |

|              |           |         |
| Serafimov 10 | Marcatori | Toom 11 |

| Arbitri: | Hofer Schmidhuber |

|               |           |                        |
| Makuc, Vlah 7 | Marcatori | Dumčius, Malašinskas 5 |

| Arbitri: | Mandák Rudinský |

|         |           |          |
| Varul 9 | Marcatori | Makuc 13 |

| Arbitri: | Budzák Záhradník |

|               |           |               |
| Malašinskas 8 | Marcatori | Kuzmanovski 8 |

| Arbitri: | Pétursson Þrastarson |

|            |           |               |
| Jaanimaa 6 | Marcatori | Malašinskas 6 |

| Arbitri: | A. Konjičanin D. Konjičanin |

|                |           |         |
| Kuzmanovski 10 | Marcatori | Vlah 10 |

##### Ritorno
| Arbitri: | Fotakidis Kinatzidis |

|               |           |        |
| Atanavičius 8 | Marcatori | Löpp 5 |

| Arbitri: | Bíró Kiss |

|        |           |               |
| Vlah 9 | Marcatori | Kuzmanovski 6 |

| Arbitri: | Stark Stefan |

|                        |           |                 |
| Dumčius, Malašinskas 6 | Marcatori | Cokan, Mlivić 6 |

| Arbitri: | Maia Nunes |

|            |           |               |
| Jaanimaa 5 | Marcatori | Kuzmanovski 6 |

| Arbitri: | Riello Panetta |

|                |           |             |
| Cokan, Knavs 5 | Marcatori | Jaanimaa 12 |

| Arbitri: | R. Geraets P. Geraets |

|                          |           |               |
| Kuzmanovski, Serafimov 5 | Marcatori | Atanavičius 8 |

### Gruppo 2

#### Classifica
| Pos | Squadra    | G | V | N | P | GF  | GS  | DG  | Pt | Qualificazione |
| --- | ---------- | - | - | - | - | --- | --- | --- | -- | -------------- |
| 1   | Ungheria   | 6 | 5 | 1 | 0 | 203 | 158 | +45 | 11 | Qualificato    |
| 2   | Montenegro | 6 | 4 | 1 | 1 | 188 | 177 | +11 | 9  | Qualificato    |
| 3   | Finlandia  | 6 | 2 | 0 | 4 | 151 | 177 | −26 | 4  |                |
| 4   | Slovacchia | 6 | 0 | 0 | 6 | 165 | 195 | −30 | 0  |                |

#### Risultati

##### Andata
| Arbitri: | Erdoğan Özdeniz |

|                     |           |               |
| Čepić, B. Vujović 7 | Marcatori | M. Granlund 6 |

| Arbitri: | Lindenbaum Laron |

|        |           |          |
| Imre 9 | Marcatori | Macháč 6 |

| Arbitri: | Kurtagic Wetterwik |

|               |           |         |
| Hjálmarsson 5 | Marcatori | Rosta 7 |

| Arbitri: | R. Thiyagarajah S. Thiyagarajah |

|          |           |         |
| Prokop 8 | Marcatori | Čepić 9 |

| Arbitri: | Leszczyński Piechota |

|              |           |         |
| B. Vujović 6 | Marcatori | Rosta 9 |

| Arbitri: | Fahner Kubis |

|              |           |        |
| Henriksson 5 | Marcatori | Antl 6 |

##### Ritorno
| Arbitri: | Sirbu Serdiuc |

|         |           |            |
| Antl 10 | Marcatori | Helander 9 |

| Arbitri: | Mikelič Parađina |

|           |           |              |
| Bánhidi 6 | Marcatori | B. Vujović 8 |

| Arbitri: | E. Vitaku A. Vitaku |

|          |           |              |
| Prokop 7 | Marcatori | Imre, Papp 5 |

| Arbitri: | Carmaux Mursch |

|              |           |              |
| Vainionpää 8 | Marcatori | B. Vujović 7 |

| Arbitri: | Álvarez Soria |

|        |           |            |
| Imre 8 | Marcatori | Helander 8 |

| Arbitri: | Bolic Hurich |

|            |           |          |
| Vujačić 10 | Marcatori | Prokop 6 |

### Gruppo 3

#### Classifica
| Pos | Squadra              | G | V | N | P | GF  | GS  | DG  | Pt | Qualificazione |
| --- | -------------------- | - | - | - | - | --- | --- | --- | -- | -------------- |
| 1   | Islanda              | 6 | 6 | 0 | 0 | 196 | 143 | +53 | 12 | Qualificato    |
| 2   | Georgia              | 6 | 3 | 0 | 3 | 151 | 162 | −11 | 6  | Qualificato    |
| 3   | Grecia               | 6 | 2 | 0 | 4 | 151 | 168 | −17 | 4  |                |
| 4   | Bosnia ed Erzegovina | 6 | 1 | 0 | 5 | 143 | 168 | −25 | 2  |                |

#### Risultati

##### Andata
| Arbitri: | Pavićević Ražnatović |

|                  |           |                  |
| Liapis, Toskas 7 | Marcatori | Tskhovrebadze 11 |

| Arbitri: | Schols Martens |

|              |           |         |
| Gunnarsson 8 | Marcatori | Perić 7 |

| Arbitri: | Mitrevski Todorovski |

|               |           |             |
| Dikhaminjia 9 | Marcatori | Magnússon 7 |

| Arbitri: | Hansen Madsen |

|         |           |          |
| Grgić 7 | Marcatori | Tziras 7 |

| Arbitri: | Mandák Rudinský |

|          |           |                             |
| Toskas 9 | Marcatori | Kristjánsson, Ríkharðsson 6 |

| Arbitri: | Bolic Hurich |

|                  |           |          |
| Tskhovrebadze 11 | Marcatori | Grgić 10 |

##### Ritorno
| Arbitri: | Brkic Jusufhodzic |

|                       |           |          |
| Rúnarsson, Smárason 4 | Marcatori | Tziras 6 |

| Arbitri: | Andorka Hucker |

|         |           |               |
| Grgić 6 | Marcatori | Orjonikidze 6 |

| Arbitri: | Čerņavskis Bogdanovs |

|         |           |           |
| Avdić 7 | Marcatori | Elísson 8 |

| Arbitri: | Backović Palačković |

|               |           |          |
| Dikhaminjia 7 | Marcatori | Tziras 7 |

| Arbitri: | Pirvu Potirniche |

|              |           |                 |
| Þorkelsson 8 | Marcatori | Tskhovrebadze 7 |

| Arbitri: | Álvarez Bustamante |

|          |           |                  |
| Boskos 8 | Marcatori | Hadžić, Vukšić 4 |

### Gruppo 4

#### Classifica
| Pos | Squadra  | G | V | N | P | GF  | GS  | DG  | Pt | Qualificazione |
| --- | -------- | - | - | - | - | --- | --- | --- | -- | -------------- |
| 1   | Spagna   | 6 | 5 | 0 | 1 | 196 | 166 | +30 | 10 | Qualificato    |
| 2   | Serbia   | 6 | 4 | 0 | 2 | 176 | 159 | +17 | 8  | Qualificato    |
| 3   | Italia   | 6 | 3 | 0 | 3 | 190 | 182 | +8  | 6  | Qualificato    |
| 4   | Lettonia | 6 | 0 | 0 | 6 | 165 | 220 | −55 | 0  |                |

#### Risultati

##### Andata
| Arbitri: | Sirbu Serdiuc |

|              |           |                       |
| Pechmalbec 9 | Marcatori | Kalniņš, Valkovskis 5 |

| Arbitri: | Jović Arnautović |

|             |           |              |
| Fernández 6 | Marcatori | Helmersson 7 |

| Arbitri: | Me. Ilievski Mi. Ilievski |

|              |           |             |
| Valkovskis 9 | Marcatori | Fernández 7 |

| Arbitri: | Schulze Tönnies |

|              |           |                     |
| Helmersson 8 | Marcatori | Ilić, Kojadinović 6 |

| Arbitri: | Jørum Kleven |

|           |           |              |
| N. Ilić 5 | Marcatori | Dujshebaev 4 |

| Arbitri: | Stark Ştefan |

|              |           |             |
| Valkovskis 7 | Marcatori | Prantner 15 |

##### Ritorno
| Arbitri: | Charitsos Naskos |

|             |           |              |
| M. Mengon 7 | Marcatori | Valkovskis 9 |

| Arbitri: | Elíasson Pálsson |

|          |           |           |
| Gómez 10 | Marcatori | V. Ilić 9 |

| Arbitri: | Schols Martens |

|           |           |                   |
| Kalniņš 7 | Marcatori | Marsenić, Šijan 5 |

| Arbitri: | Horáček Novotný |

|             |           |                 |
| Parisini 11 | Marcatori | Gómez, Romero 6 |

| Arbitri: | Rauchs Linster |

|          |           |            |
| Romero 7 | Marcatori | Rogonovs 5 |

| Arbitri: | Bíro Kiss |

|         |           |              |
| Kukić 6 | Marcatori | Helmersson 7 |

### Gruppo 5

#### Classifica
| Pos | Squadra     | G | V | N | P | GF  | GS  | DG  | Pt | Qualificazione |
| --- | ----------- | - | - | - | - | --- | --- | --- | -- | -------------- |
| 1   | Croazia     | 6 | 6 | 0 | 0 | 200 | 139 | +61 | 12 | Qualificato    |
| 2   | Rep. Ceca   | 6 | 4 | 0 | 2 | 163 | 147 | +16 | 8  | Qualificato    |
| 3   | Belgio      | 6 | 1 | 0 | 5 | 138 | 169 | −31 | 2  |                |
| 4   | Lussemburgo | 6 | 1 | 0 | 5 | 133 | 179 | −46 | 2  |                |

#### Risultati

##### Andata
| Arbitri: | Bozhinovski Nachevski |

|         |           |         |
| Solák 6 | Marcatori | Weyer 4 |

| Arbitri: | Simone Monitillo |

|             |           |           |
| Šoštarić 10 | Marcatori | Kotters 7 |

| Arbitri: | Fabryczny Rawicki |

|         |           |            |
| Etute 5 | Marcatori | Šoštarić 6 |

| Arbitri: | Vešović Mitrović |

|                    |           |          |
| Colman, Glorieux 3 | Marcatori | Skopár 6 |

| Arbitri: | R. Thiyagarajah S. Thiyagarajah |

|          |           |         |
| Piroch 7 | Marcatori | Lučin 9 |

| Arbitri: | Maia Nunes |

|         |           |            |
| Guden 5 | Marcatori | Kotters 11 |

##### Ritorno
| Arbitri: | Carmaux Mursch |

|                 |           |          |
| tre giocatori 4 | Marcatori | Werdel 6 |

| Arbitri: | Pirvu Potirniche |

|                 |           |         |
| Glavaš, Šipić 6 | Marcatori | Josef 5 |

| Arbitri: | Pétursson Þrastarson |

|         |           |          |
| Guden 7 | Marcatori | Skopár 6 |

| Arbitri: | Borge Nygren |

|           |           |                 |
| Kotters 6 | Marcatori | tre giocatori 5 |

| Arbitri: | S. Yovchev Z. Yovchev |

|         |           |          |
| Šipić 7 | Marcatori | Kaysen 5 |

| Arbitri: | Kurtagic Wetterwik |

|          |           |          |
| Patzel 6 | Marcatori | Colman 6 |

### Gruppo 6

#### Classifica
| Pos | Squadra     | G | V | N | P | GF  | GS  | DG  | Pt | Qualificazione |
| --- | ----------- | - | - | - | - | --- | --- | --- | -- | -------------- |
| 1   | Fær Øer     | 6 | 4 | 1 | 1 | 188 | 169 | +19 | 9  | Qualificato    |
| 2   | Paesi Bassi | 6 | 3 | 2 | 1 | 205 | 192 | +13 | 8  | Qualificato    |
| 3   | Ucraina     | 6 | 2 | 0 | 4 | 194 | 198 | −4  | 4  | Qualificato    |
| 4   | Kosovo      | 6 | 1 | 1 | 4 | 162 | 190 | −28 | 3  |                |

#### Risultati

##### Andata
| Arbitri: | Picard Vauchez |

|          |           |                 |
| Mittún 8 | Marcatori | tre giocatori 4 |

| Arbitri: | Borge Nygren |

|           |           |              |
| Baijens 9 | Marcatori | Artemenko 13 |

| Arbitri: | Cindrić Gonzurek |

|              |           |          |
| Turchenko 11 | Marcatori | Mittún 8 |

| Arbitri: | Lovin Stancu |

|         |           |              |
| Dedaj 8 | Marcatori | Ten Velde 13 |

| Arbitri: | Marín García |

|              |           |              |
| Skipagøtu 11 | Marcatori | Ten Velde 12 |

| Arbitri: | S. Yovchev V. Yovchev |

|         |           |              |
| Gegaj 9 | Marcatori | Artemenko 10 |

##### Ritorno
| Arbitri: | Antić Jakovljević |

|             |           |             |
| Ten Velde 8 | Marcatori | Skipagøtu 8 |

| Arbitri: | Sniurevicius Grigalionis |

|              |           |           |
| Turchenko 10 | Marcatori | Shabani 5 |

| Arbitri: | Budzák Záhradník |

|             |           |                     |
| Artemenko 8 | Marcatori | quattro giocatori 6 |

| Arbitri: | Rawicki Fabryczny |

|             |           |              |
| Tahirukaj 8 | Marcatori | Av Teigum 11 |

| Arbitri: | D. Lončar Z. Lončar |

|              |           |         |
| Ten Velde 12 | Marcatori | Gegaj 8 |

| Arbitri: | D. Martins R. Martins |

|                |           |             |
| E. Skipagøtu 9 | Marcatori | Artemenko 7 |

### Gruppo 7

#### Classifica
| Pos | Squadra  | G | V | N | P | GF  | GS  | DG  | Pt | Qualificazione |
| --- | -------- | - | - | - | - | --- | --- | --- | -- | -------------- |
| 1   | Germania | 6 | 4 | 2 | 0 | 204 | 165 | +39 | 10 | Qualificato    |
| 2   | Austria  | 5 | 2 | 2 | 1 | 180 | 176 | +4  | 6  | Qualificato    |
| 3   | Svizzera | 6 | 2 | 2 | 2 | 188 | 191 | −3  | 6  | Qualificato    |
| 4   | Turchia  | 6 | 0 | 0 | 6 | 173 | 213 | −40 | 0  |                |

#### Risultati

##### Andata
| Arbitri: | D. Lončar Z. Lončar |

|                  |           |         |
| Bilyk, Frimmel 7 | Marcatori | Biçer 7 |

| Arbitri: | D. Martins R. Martins |

|         |           |                  |
| Zerbe 8 | Marcatori | Rubin, Zehnder 5 |

| Arbitri: | Metalari Nikolovski |

|            |           |         |
| Pehlivan 7 | Marcatori | Zerbe 8 |

| Arbitri: | Marín García |

|           |           |          |
| Zehnder 6 | Marcatori | Wagner 8 |

| Arbitri: | Pavićević Ražnatović |

|            |           |                 |
| Hacıoğlu 7 | Marcatori | tre giocatori 7 |

| Arbitri: | Hansen Madsen |

|          |           |         |
| Wagner 8 | Marcatori | Golla 5 |

##### Ritorno
| Arbitri: | I. Covalciuc A. Covalciuc |

|         |           |             |
| Grgić 7 | Marcatori | Herburger 5 |

| Arbitri: | Jerlecki Łabun |

|          |           |            |
| Aellen 7 | Marcatori | Pehlivan 7 |

| Arbitri: | K. Gasmi R. Gasmi |

|             |           |         |
| Pehlivan 12 | Marcatori | Beloš 9 |

| Arbitri: | Lah Sok |

|           |           |         |
| Leopold 9 | Marcatori | Knorr 6 |

| Arbitri: | Praštalo Balvan |

|             |           |            |
| Schluroff 6 | Marcatori | Pehlivan 5 |

| Arbitri: | Mitrevski Todorovski |

|           |           |           |
| Božović 9 | Marcatori | Sigrist 8 |

### Gruppo 8

#### Classifica
| Pos | Squadra    | G | V | N | P | GF  | GS  | DG  | Pt | Qualificazione |
| --- | ---------- | - | - | - | - | --- | --- | --- | -- | -------------- |
| 1   | Portogallo | 6 | 4 | 1 | 1 | 200 | 177 | +23 | 9  | Qualificato    |
| 2   | Polonia    | 6 | 2 | 2 | 2 | 184 | 190 | −6  | 6  | Qualificato    |
| 3   | Romania    | 6 | 2 | 1 | 3 | 172 | 174 | −2  | 5  | Qualificato    |
| 4   | Israele    | 6 | 1 | 2 | 3 | 176 | 191 | −15 | 4  |                |

#### Risultati

##### Andata
| Arbitri: | Boričić Marković |

|           |           |            |
| Moryto 10 | Marcatori | Lumbroso 9 |

| Arbitri: | K. Gasmi R. Gasmi |

|          |           |         |
| Frade 11 | Marcatori | Botea 9 |

| Arbitri: | Horáček Novotný |

|         |           |                    |
| Botea 8 | Marcatori | Moryto, Przytuła 6 |

| Arbitri: | Fotakidis Kinatzidis |

|            |           |        |
| M. Costa 6 | Marcatori | Levi 5 |

| Arbitri: | Nachevski Nikolov |

|              |           |         |
| Olejniczak 9 | Marcatori | Gomes 7 |

| Arbitri: | Metalari Nikolovski |

|            |           |            |
| Lumbroso 7 | Marcatori | Stanciuc 7 |

##### Ritorno
| Arbitri: | Cipov Klus |

|             |           |             |
| Stanciuc 10 | Marcatori | Turkenitz 6 |

| Arbitri: | Cindrić Gonzurek |

|         |           |                 |
| Gomes 7 | Marcatori | tre giocatori 4 |

| Arbitri: | Horváth Marton |

|            |           |               |
| Lumbroso 9 | Marcatori | Czapliński 10 |

| Arbitri: | Sekulić Jovandić |

|             |           |                    |
| Stanciuc 13 | Marcatori | França, Caldeira 4 |

| Arbitri: | Pavićević Ražnatović |

|          |           |             |
| Daszek 8 | Marcatori | Stanciuc 10 |

| Arbitri: | Ivanović Vujisić |

|            |           |          |
| Lumbroso 9 | Marcatori | Soares 6 |

### Ranking per le terze classificate
Le migliori quattro squadre classificatesi in terza posizione nei rispettivi gironi, passano alla fase finale. Per questa speciale classifica non sono state prese in considerazione le partite giocate contro le squadre arrivate ultime nei rispettivi gironi.
| Pos | Gr | Squadra   | G | V | N | P | GF  | GS  | DG  | Pt | Qualificazione |
| --- | -- | --------- | - | - | - | - | --- | --- | --- | -- | -------------- |
| 1   | 8  | Romania   | 4 | 1 | 0 | 3 | 114 | 119 | −5  | 2  | Fase finale    |
| 2   | 4  | Italia    | 4 | 1 | 0 | 3 | 114 | 122 | −8  | 2  | Fase finale    |
| 3   | 7  | Svizzera  | 4 | 0 | 2 | 2 | 120 | 130 | −10 | 2  | Fase finale    |
| 4   | 6  | Ucraina   | 4 | 1 | 0 | 3 | 128 | 142 | −14 | 2  | Fase finale    |
| 5   | 1  | Lituania  | 4 | 1 | 0 | 3 | 99  | 120 | −21 | 2  |                |
| 6   | 3  | Grecia    | 4 | 1 | 0 | 3 | 99  | 122 | −23 | 2  |                |
| 7   | 2  | Finlandia | 4 | 0 | 0 | 4 | 103 | 131 | −28 | 0  |                |
| 8   | 5  | Belgio    | 4 | 0 | 0 | 4 | 72  | 120 | −48 | 0  |                |